# 李德熊
李德熊（1930年—），男，上海人，中国军用光学专家，曾任北京工业学院教授、博士生导师。